# Интендантский сад
Интенда́нтский са́д — крупнейший общественный парковый комплекс XIX—XX веков в центре Иркутска. Располагался между набережной реки Ушаковки и Шелашниковской улицей.

## История

### XIX век

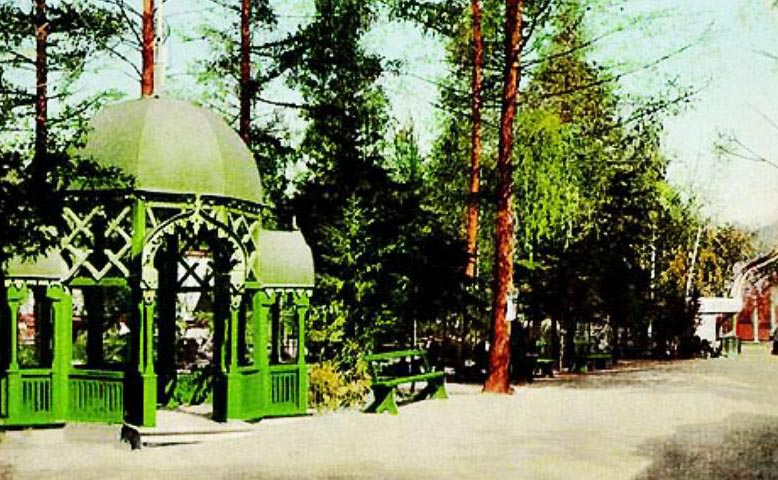
Беседка на аллее Интендантского сада (оцветненная фотография)

Интендантский сад был организован в 1871 году на месте рощи, которая принадлежала интендантскому управлению — отсюда и произошло название. Деньги на благоустройство местности собирали с населения, были и благотворительные взносы. В то время в Иркутске не было каких-либо зон отдыха, поэтому иркутяне охотно поддержали инициативу и уже к лету набралась необходимая сумма.
В парке силами тюремных рабочих были вырыты два пруда и три узких канала, через которые построили деревянные мосты с перилами. Также построили ряд аллей с беседками, скамейками и буфет с крытой площадкой, установили трапецию для гимнастических упражнений. 1 августа 1871 года Интендантский сад был открыт и немедленно стал излюбленным местом прогулок среди жителей и гостей Иркутска. По воскресеньям вход был бесплатным, в будние дни — 50 копеек. На территории сада играл духовой оркестр, на Ушаковке устроили купальню, а в прудах плавали лебеди.
Интендантский сад был местом проведения различных мероприятий, конкурсов, концертов, лотерей, выставок. Многие из них сопровождались фейерверком. В 1897 году здесь построили летний театр, но через пять лет он обветшал. На его смену в 1903 году возвели новое здание, которое могло вмещать 500 человек. Ещё через три года в парке появился кинематограф.

### XX век

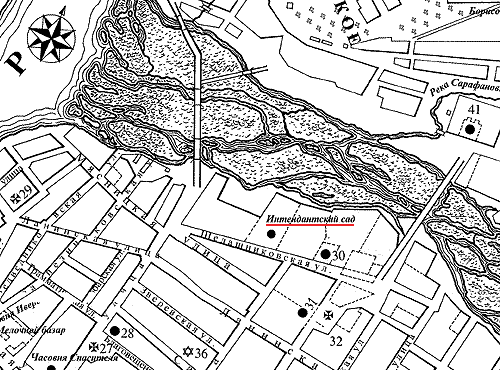
Интендантский сад на карте Иркутска 1907-1917гг.

В начале XX века в Иркутске началось активное расширение ремесленных мастерских, а в 1907 году из Харбина эвакуировали обозные мастерские, которые впоследствии преобразовались в «Завод имени Куйбышева». Промышленные сооружения начали теснить Интендантский парк. Нетрезвые рабочие стали часто устраивать потасовки, а осенью 1917 года сломали ограду сада, возмутившись платному входу.
При Советской власти сад стал общедоступным, но положение более ухудшалось, потому что остался без должного присмотра. Во время индустриализации 30-х годов территорию сада полностью занял «ИЗТМ» (бывший завод имени Куйбышева).

### Интендантский сад сегодня
Администрация Иркутска в июне 2007 года назвала Интендантским один из проездов в Куйбышевском районе города.
8 мая 2015 года на сохранившейся части Интендантского сада был открыт сквер "Иркутск-Сити". Общая площадь сквера - 8000 кв.м.

## Интересные факты
- В 1897 году в Интендантском саду актёры из Петербурга показывали спектакли: «Паяцы» и «Фауст»[4].
- В 1906 году из парка во двор Знаменского монастыря совершил перелёт воздушный шар[2].
- В 1890 году по саду прогуливался писатель Чехов, когда по пути на Сахалин останавливался в Иркутске[5].
- В Иркутске существует одноимённая интернет-газета[6].